# Ернест Джон Об'єна
Ернест Джон Об'єна (17 листопада 1995 , Маніла ) — філіппінський легкоатлет, що спеціалізується на стрибках з жердиною, призер чемпіонату світу, чемпіон Азії.

## Кар'єра
| Рік                   | Змагання                    | Місце проведення      | Місце                 | Дисципліна            | Результат             | Примітки              |
| Представник Філіппіни | Представник Філіппіни       | Представник Філіппіни | Представник Філіппіни | Представник Філіппіни | Представник Філіппіни | Представник Філіппіни |
| --------------------- | --------------------------- | --------------------- | --------------------- | --------------------- | --------------------- | --------------------- |
| 2013                  | Ігри Південно-Східної Азії  | Найп'їдо, М'янма      | 4                     | стрибки з жердиною    | 4.90 м                |                       |
| 2015                  | Ігри Південно-Східної Азії  | Сінгапур              | 2                     | стрибки з жердиною    | 5.25 м                |                       |
| 2016                  | Чемпіонат Азії в приміщенні | Доха, Катар           | 4                     | стрибки з жердиною    | 5.40 м                |                       |
| 2017                  | Чемпіонат Азії              | Бхубанешвар, Індія    | 3                     | стрибки з жердиною    | 5.50 м                |                       |
| 2018                  | Азійські ігри               | Джакарта, Індонезія   | 7                     | стрибки з жердиною    | 5.30 м                |                       |
| 2019                  | Чемпіонат Азії              | Доха, Катар           | 1                     | стрибки з жердиною    | 5.71 м                | CR NR                 |
| 2019                  | Ігри Південно-Східної Азії  | Філіппіни             | 1                     | стрибки з жердиною    | 5.45 м                |                       |
| 2019                  | Універсіада                 | Неаполь, Італія       | 1                     | стрибки з жердиною    | 5.76 м                | NR                    |
| 2019                  | Чемпіонат світу             | Доха, Катар           | 15 (кв.)              | стрибки з жердиною    | 5.60 м                |                       |
| 2021                  | Олімпійські ігри            | Токіо, Японія         | 11                    | стрибки з жердиною    | 5.70 м                |                       |
| 2022                  | Ігри Південно-Східної Азії  | Ханой, В'єтнам        | 1                     | стрибки з жердиною    | 5.46 м                |                       |
| 2022                  | Чемпіонат світу             | Юджин, США            | 3                     | стрибки з жердиною    | 5.94 м                | AR                    |